# Shakeh Vartenissian
Shakeh Vartenissian (22 de setembre de 1924 - 27 de juny de 2003) fou una soprano estatunidenca d'origen armeni.
Va residir a North Bergen, Hudson County, Nova Jersey. Va debutar al Metropolitan Opera House amb Manon el 12 de març de 1954. La Temporada 1962-1963 va cantar al Gran Teatre del Liceu de Barcelona.